# 上海永福园陵
上海永福园陵（简称永福园）是坐落在上海市奉贤区的一座公墓，占地500余亩，于1998年建立，属于上海市一级公墓。地址位于上海市奉贤区奉城镇洪东路333号。
开放时间为周一至周日7:00 - 21:00
园区内有上海唯一一座中国人民志愿军纪念馆，於2013年3月24日開館，馆长由董事长徐渭岳担任。2019年12月，永福园陵为已故志愿军老兵举行集体葬礼。
2020年10月24日，上海中国人民志愿军纪念馆新館開館。此外園區內還有中国人民志愿军纪念广场。